# Образование в Австрии
Законодательная основа начального и среднего образования в Австрии определена в 1962 году. Федеральное министерство образования отвечает за финансирование и контроль над начальным, средним и, начиная с 2000 года, высшим образованием. Управление начальным и средним образованием осуществляется на уровне соответствующих органов земель.
Образовательные законы имеют де-факто конституциональный статус, поскольку, как и конституция, могут быть приняты или исправлены не менее 2/3 голосов парламента.

## Дошкольное образование
Образование до 3 лет, в яслях и государственных детских садах — платное. Есть частные детские сады. Дошкольное образование уже стало бесплатным.

## Начальная, средняя и высшая средняя школа
Общественное школьное образование в Австрии бесплатно (включая проезд и учебники) и обязательное. Основная школа — 2 ступени, до 9 класса. Затем высшие средние школы предлагают студентам различные программы профессионального образования и университетские подготовительные курсы — дополнительные 4 года обучения.

### Начальная школа
- Возраст зачисления: 6
- Возраст окончания: 10
- Время обучения: 4 года

Виды школ: народная школа (Volksschule, их совсем немного), начальная школа (Grundschule) и школы для детей, нуждающихся в специальном уходе (Sonderschule).

### Средняя школа
- Возраст зачисления: 10
- Возраст окончания: 14
- Время обучения: 4 года

Виды школ: обычная средняя школа (Hauptschule), академическая средняя школа (Allgemein bildende höhere Schulen) — делится на: гимназии (Gymnasium), реальные гимназии с углублённым изучением научных предметов (Realgymnasium) и гимназии с направлением изучения ведения домашнего хозяйства (Wirtschaftskundliches Realgymnasium).

### Высшая средняя школа
- Возраст зачисления: 14
- Возраст окончания: 18
- Время обучения: 4 года

Виды школ: Allgemein bildende höhere Schulen

## Высшее образование
Закон об университетском образовании 1966 года и Закон об университетах 1975 года заложили основу высшего образования. Федеральное министерство науки и исследований финансирует и контролирует университетское образование. 23 общественных и 11 частных университетов обладают высокой степенью свободы и предлагают широкий выбор образовательных программ. Обучение в университетах Австрии было бесплатным до 2001 года, в тот же год началась аккредитация частных университетов. C летнего семестра 2009 года образование в государственных австрийских университетах для граждан Австрии, ЕС и ряда других стран снова стало бесплатным.
Крупнейшие университеты — Венский (старейший университет Австрии, основан в 1367 году), Грацский, Инсбрукский, Зальцбургский университеты.

### Университеты в Вене
Венские ВУЗы входят в ТОП-100 мировых ВУЗов, а некоторые специальности занимают почетное место в мировом рейтинге ТОП-20. В самой столице Австрии находится 13 университетов:
- Государственные:
  - Венский университет
  - Венский экономический университет
  - Венский медицинский университет
  - Венский технический университет
  - Сельскохозяйственный университет
  - Университет прикладного искусства
  - Академия изобразительных искусств
  - Университет музыки и сценического искусства
  - Венский университет ветеринарной медицины
- Частные:
  - Университет Webster
  - Университет MODUL
  - Университет Зигмунда Фрейда

Все венские университеты перешли на новую программу обучения, соответствующую Болонской системе образования:
- Бакалавр (BSc), длительность обучения — 6 семестров, по окончании образования выпускникам присваивается научная степень бакалавра.
- Магистр (MSc), длительность обучения — 4 семестра. Для начала программы требуется наличие степени бакалавра по специальности или её эквивалента. По окончании программы выпускники получают научную степень магистра.
- Доктор (PhD), длительность обучения — 6 семестров, требует наличия степени магистра либо её эквивалента, выпускникам присваивается научная степень доктора наук.

### Стоимость обучения
В зависимости от выбранного университета оплата за обучение может варьироваться. В соответствии с законом о высшем образовании в государственных университетах в 2015/2016 учебном году действуют следующие тарифы на обучение:
- Стоимость обучения в семестр для граждан Украины, Казахстана, Белоруссии: 381,86 евро
- Стоимость обучения в семестр для граждан России: 745,22 евро

Ежегодно в Австрии обучается более 160 000 иностранных студентов.

## История
Обязательное начальное образование ввела императрица Мария Терезия (1740—1780 годы).